# 瑞典学院丑闻
瑞典学院丑闻是指自2017年起瑞典学院因学院院士卡塔琳娜·佛洛斯登松的丈夫让-克劳德·阿尔诺被指控性侵而陷入的一系列丑闻。因学院对佛洛斯登松夫妇的“庇护”，引发学院内部人员分裂。院士陆续请辞，致使评奖人数缺失。最终，2018年诺贝尔文学奖停办。

## 相关指控

### 对院士夫妇的指控
对让-克劳德·阿尔诺，除了性侵指控，有报道称，学院内部报告指他自1996年起，曾7次洩漏诺贝尔文学奖得主消息。

### 对让-克劳德·阿尔诺的性侵指控
自2017年底起陆续有18名女性通过瑞典报纸《每日新闻》，指控让-克劳德·阿尔诺在1996年至2017年间对多名女性做出了性騷擾等行為，並宣稱其行为在瑞典文化界广为人知，学院院士、院士妻女、学院员工亦受其害，而瑞典学院则助长了他的恶行。有相关报道称，他在2006年也对瑞典王储维多利亚公主进行了性骚扰。而公主的父亲瑞典国王卡尔十六世·古斯塔夫本身是瑞典学院的赞助人。
瑞典检察机关对事件进行初步调查。在2018年3月，斯德哥尔摩检察署宣布，因证据不足和超过追溯期，撤销2013年至2015年对阿尔诺的指控。4月，《每日新闻》刊登了18位女性的证词。

## 学院处理
瑞典学院在1996年得知对让-克劳德·阿尔诺的指控。1997年时，有媒体报道，受害女性向瑞典学院举报其行为。学院未予调查，时任常务秘书的斯图雷·阿伦拒绝向报道此事的媒体证实是否收到举报信。学院知晓他的丑闻后，在历任四位常务秘书的管理下，持续向卡塔琳娜·佛洛斯登松夫妇主办的文化俱乐部——“论坛”提供资金。
2017年底，丑闻再度爆发。2018年4月，丑闻升级。除瑞典检察机关的调查外，学院委托一间律师事务所展开内部调查，切断与“论坛”的经济联系。学院院士亦投票决定不驱逐卡塔琳娜·佛洛斯登松。此举引发学院院士的分裂。4月6日，三位学院院士皮特·英格朗、克拉斯·厄斯特格伦和谢尔·艾斯普马克，因此事离席。皮特·英格朗表示“我既不相信也不知道怎样为之辩护的决定已经作出”，“所以我决定不再参与瑞典学院的工作。”克拉斯·厄斯特格伦反对学院处理危机的方式 ，称这无异于对“对学院创办者的背叛”。谢尔·艾斯普马克则说“当学院内部的要人选择将友谊和其他不相干的考虑置于诚实责任之上时，我已不能再继续自己的工作。”
诺贝尔基金会董事会亦批评学院破坏自身信誉，甚至危及诺贝尔奖的声誉，发声明表示：“瑞典学院的信誉已遭到破坏，董事会要求学院采取具体措施改善，恢复各界的信任。”董事会的要求包括“以可靠方式”来评审本年度的诺贝尔奖、按诺贝尔法规和指引来解决利益、冲突及保密性等问题，及将可疑的犯罪行为移交执法人员。12日，学院常务秘书、院士萨拉·丹尼尔斯在批评学院处理性侵丑闻的态度后，宣布辞职。她表示“这是学院的愿望，我应该离开这一职务。” “我立即做出了这一决定。”“这起丑闻已经严重影响了诺贝尔奖。”
瑞典国王卡尔十六世·古斯塔夫以学院赞助人的身分，介入此次风波。开始外界认为，丑闻将不会影响颁发2018年诺贝尔文学奖。在4月25日，瑞典学院宣布，可能会暂停颁发2018年诺贝尔文学奖。5月3日，学院做出停办2018年诺贝尔文学奖的决定，并计划在2019年补发奖项。5月4日，瑞典学院对外宣布了这一决定。对此，诺贝尔基金会发声明表示：“瑞典学院决定推迟颁发2018年诺贝尔文学奖......在过去的几周里，我们一直在与瑞典学院进行持续沟通，我们支持于本周四（5月3日）所做决定......当前瑞典学院的危机对诺贝尔奖的声誉产生不利影响，基于事态的严重性，并维持诺贝尔奖长久以来的声誉，做出（不颁发文学奖）的决定，但这不影响2018年诺贝尔其他各奖项的颁发。诺贝尔基金会认为，瑞典学院现在必须尽一切努力恢复其作为颁奖机构的公信力，此外学院还需汇报后续具体措施。我们还必须清楚意识到，目前对于组织架构的广泛改革都必须做到公开透明。”
最终，波兰作家奥尔加·托卡尔丘克于2019年10月10日成为2018年诺贝尔文学奖的得主。